# منتخب السويد لكرة اليد للشباب
منتخب السويد لكرة اليد للشباب (بالسويدية: Sveriges U19-herrlandslag i handboll)‏ هو ممثل السويد الرسمي في المنافسات الدولية في كرة اليد للشباب.